# C/2014 G3 (PANSTARRS)
C/2014 G3 (PANSTARRS) — одна з довгоперіодичних комет. Ця комета була відкрита 10 квітня 2014 року; вона мала 19.9m на час відкриття.